# Јосуке Идегучи
Јосуке Идегучи (јап. 井手口 陽介; 23. август 1996) јапански је фудбалер.

## Каријера
Током каријере је играо за Гамба Осака, Cultural Leonesa и Гројтер Фирт.

## Репрезентација
За репрезентацију Јапана дебитовао је 2017. године. За тај тим је одиграо 12 утакмица и постигао 2 гола.

## Статистика
| Јапан  | Јапан   | Јапан  |
| Година | Наступи | Голови |
| ------ | ------- | ------ |
| 2017.  | 11      | 2      |
| 2018.  | 1       | 0      |
| Укупно | 12      | 2      |